# 埃沃龍湖
埃沃龍湖是俄羅斯的大型淡水湖，位於哈巴羅夫斯克邊疆區內，長30公里、闊12公里，面積194平方公里，平均深度約2米至3米，湖水來自溶雪和雨水，在每年10月下旬至11月上旬結冰，直至翌年5月。